# Ravne pri Žireh
Ravne pri Žireh (Duits: Raune bei Sairach) is een plaats in Slovenië en maakt deel uit van de gemeente Žiri in de NUTS-3-regio Gorenjska. De plaats telde 20 inwoners op 1 januari 2020.

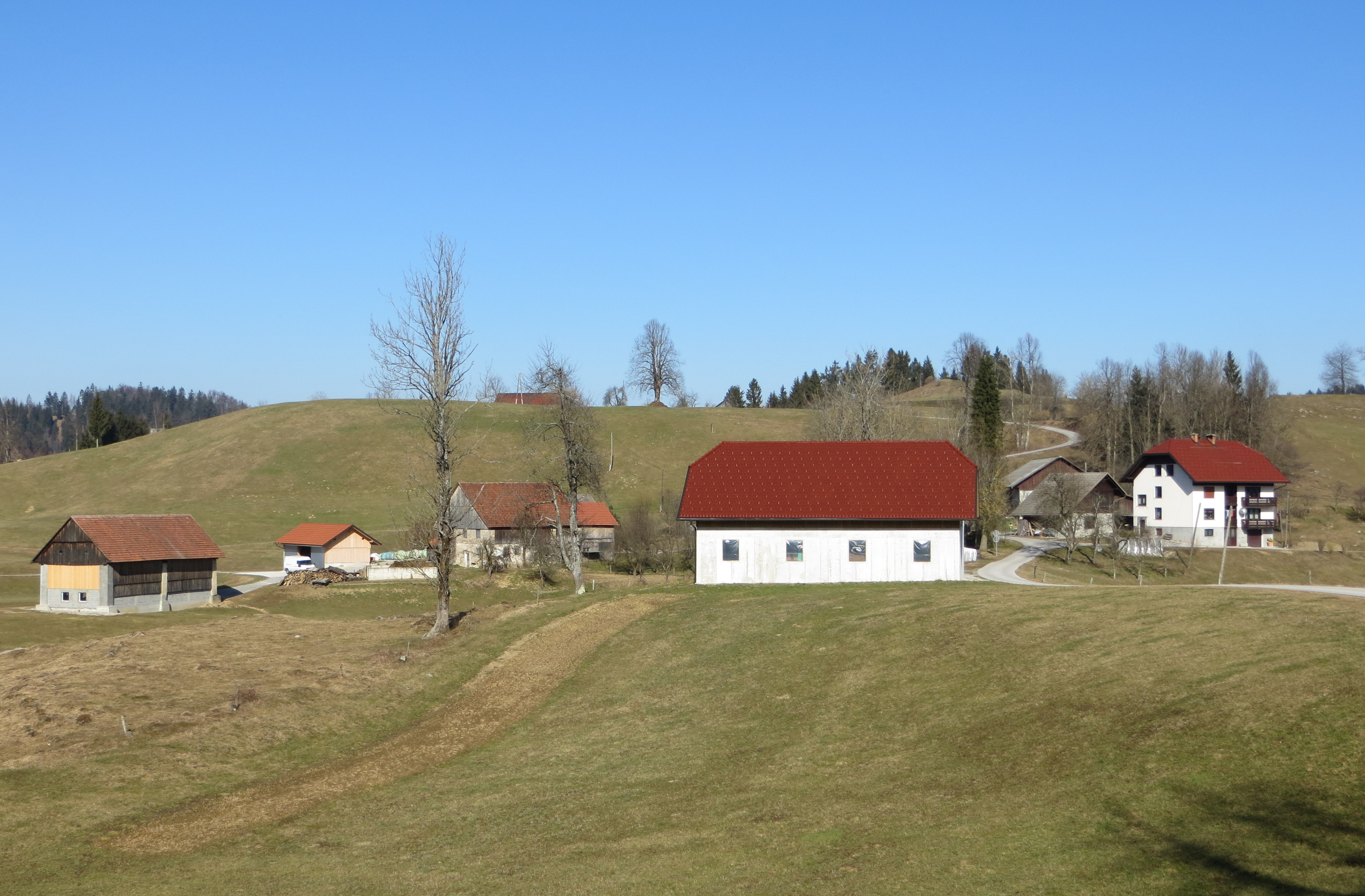
Dorpsaanzicht